# Albert Bartsch
Albert Bartsch (* 18. Dezember 1913 in St. Petersburg; † 29. Oktober 1996 in Bergen (Vogtland)) war ein deutscher evangelisch-lutherischer Pfarrer und Schriftsteller.

## Leben und Wirken
Bartsch wurde in Russland geboren und arbeitete zuerst als Drogist. Auf dem zweiten Bildungsweg ließ er sich zum Pfarrer ausbilden und wurde 1951 ordiniert. Seine erste Pfarrstelle hatte er von 1951 bis 1954 in Niederwürschnitz. Dann wechselte er nach Eibenstock im Erzgebirge, wo er bis 1963 blieb. Im Anschluss ging er als Pfarrer nach Bergen in das Vogtland. Dort wurde er am 1. September 1981 emeritiert.
Bartsch veröffentlichte mehrere Bücher, überwiegend mit Gedichten und Erzählungen, aber auch Biografien und Gebrauchsliteratur für die kirchliche Praxis. Mehrere seiner Gedichte wurden vertont, unter anderem von Paul Ernst Ruppel und Johannes Petzold, und sind in verschiedenen Liederbüchern abgedruckt.

## Schriften (Auswahl)
- Sonne und Segen. Ausgewählte Gedichte und Lieder. 1954.
- Wir preisen Gottes Namen. Lobpreis und Verkündigung im Kirchenjahr. 1955.
- Zeit ist Gnade. Erzählungen und Gedichte aus unseren Tagen. 1958.
- Das Zeichen des Heils. 1961.
- Herr, bin ich’s? Ausgewählte Gedichte. 1964.
- Ein Leben in Liebe. Aus dem Leben und Wirken von Ernst Kirsche, Diakon, Hausvater und Lehrer heimatloser Kinder. 1970
- Gottes Geleit. Ein Buch zur Besinnung. Berlin 1979.